# Magdeleine Paz

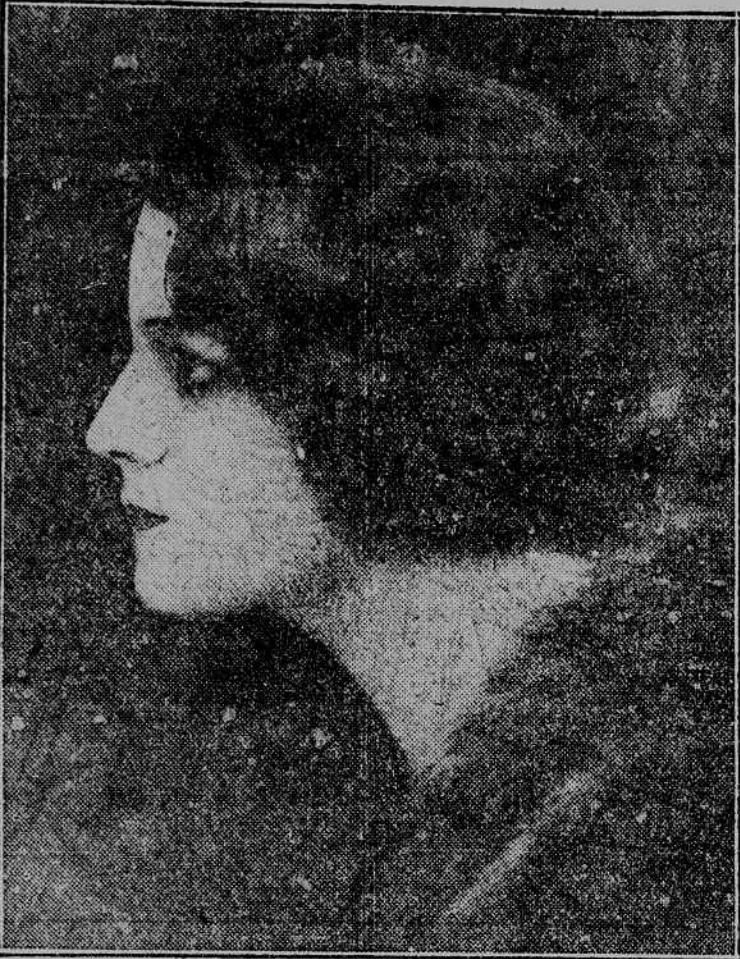
Magdeleine Paz

Magdeleine Antoinette Legendre, später durch Heirat Magdeleine Marx und Magdeleine Paz, (* 6. Juli 1889 in Étampes; † 12. September 1973 in Paris) war eine französische Schriftstellerin, Journalistin und linke Aktivistin.

## Leben
Magdeleine Legendre war zunächst mit dem Schriftsteller Henry Marx verheiratet; ab 1924 mit dem Rechtsanwalt Maurice Paz.

### Pazifismus und Feminismus
Magdeleine Marx war während des Ersten Weltkriegs Pazifistin. Sie war Mitglied der Ghilde Les Forgerons (Gilde der Schmiede). Diese wurde 1911 von einer Gruppe junger, engagierter Intellektueller gegründet, die Schüler des Collège Chaptal waren. Die Gruppe, die sich der „Action d’Art“ (Kunstaktion) verschrieben hatte, bestand aus jungen Leuten mit sozialistischen oder anarchistischen Tendenzen. Sie wurden von Luc Mériga (Pseudonym von Maurice Liger, Biograph von Jean Jaurès) geleitet. Am 13. Mai 1917 organisierte sie eine Konferenz der Forgerons mit dem Titel „Aux femmes qui ne sont pas en guerre“ (Frauen, die nicht im Krieg sind), bei der sie vor einem Publikum von 300 Personen mit großer Wirkung sprach. Die Ghilde veranstaltete ihr zweites Bankett am 27. April 1919 zu Ehren von Henry Marx, der zu dieser Zeit Professor am Lycée Charlemagne war. Die Ghilde Les Forgerons war bis 1919 aktiv und löste sich 1920 auf.
Magdeleine Marx war eine der Mitwirkenden von La Voix des femmes, die 1917 von Louise Bodin und Colette Reynaud gegründet wurde. Die Zeitschrift deckte ein breites Meinungsspektrum ab und vertrat eine radikal linke Einstellung. Sie forderte die vollständige Gleichstellung und Emanzipation der Geschlechter. 1919 schrieb Magdeleine Marx einen Artikel in La Voix des femmes, in dem sie argumentierte, dass Frauen nur sich selbst die Schuld für ihre untergeordnete Stellung zu geben hätten, da sie nichts unternommen hätten, um den Krieg zu verhindern, nicht unter dem Krieg gelitten hätten und die Opfer der Männer ignoriert hätten. Dies rief eine scharfe Reaktion von Nelly Roussel hervor, die alle Arten aufzählte, in denen Frauen unter einem Krieg gelitten hatten, an dessen Ausbruch sie nicht beteiligt gewesen waren.

### Kommunismus
Magdeleine Marx wurde Kommunistin. Sie schloss sich der Bewegung Clarté (Klarheit) an, die im Mai 1919 unter der Leitung von Henri Barbusse und Paul Vaillant-Couturier gegründet wurde. Barbusse wollte seine Organisation über der Parteipolitik halten, aber eine Minderheit, zu der auch Magdeleine Marx gehörte, wollte die Gruppe auf revolutionäre Aktionen ausrichten. Sie war eine der wenigen Französinnen, die von 1919 bis 1922 zusammen mit Madeleine Pelletier und Hélène Brion das revolutionäre Russland besuchen konnten. 1923 veröffentlichte sie C’est la lutte finale ! (Six mois en Russie soviétique), in dem sie die Revolution in naiver Weise verteidigte, wahrscheinlich bewusst. 1923 veröffentlichte die amerikanische Journalistin Freda Kirchwey, Chefredakteurin von The Nation, eine Sonderausgabe über die Sowjetunion. Darin enthalten war der erste einer Reihe von Artikeln von Magdeleine Marx über „Die neue russische Frau“.
Magdeleine Marx wurde Mitglied des zentralen Frauenausschusses der Kommunistischen Partei Frankreichs. Sie gehörte der linken Gruppe an, die für die Novemberausgabe 1924 der Zeitschrift Clarté verantwortlich war. Darin wurde Anatole France angegriffen und die Richtung der französischen und russischen Kommunistischen Partei aus orthodox-marxistischer Sicht in Frage gestellt. 1925 gehörte sie zu den Unterzeichnern des Lettre des 250, eines Schreibens linker Aktivisten an den Exekutivausschuss der 3. Internationale.

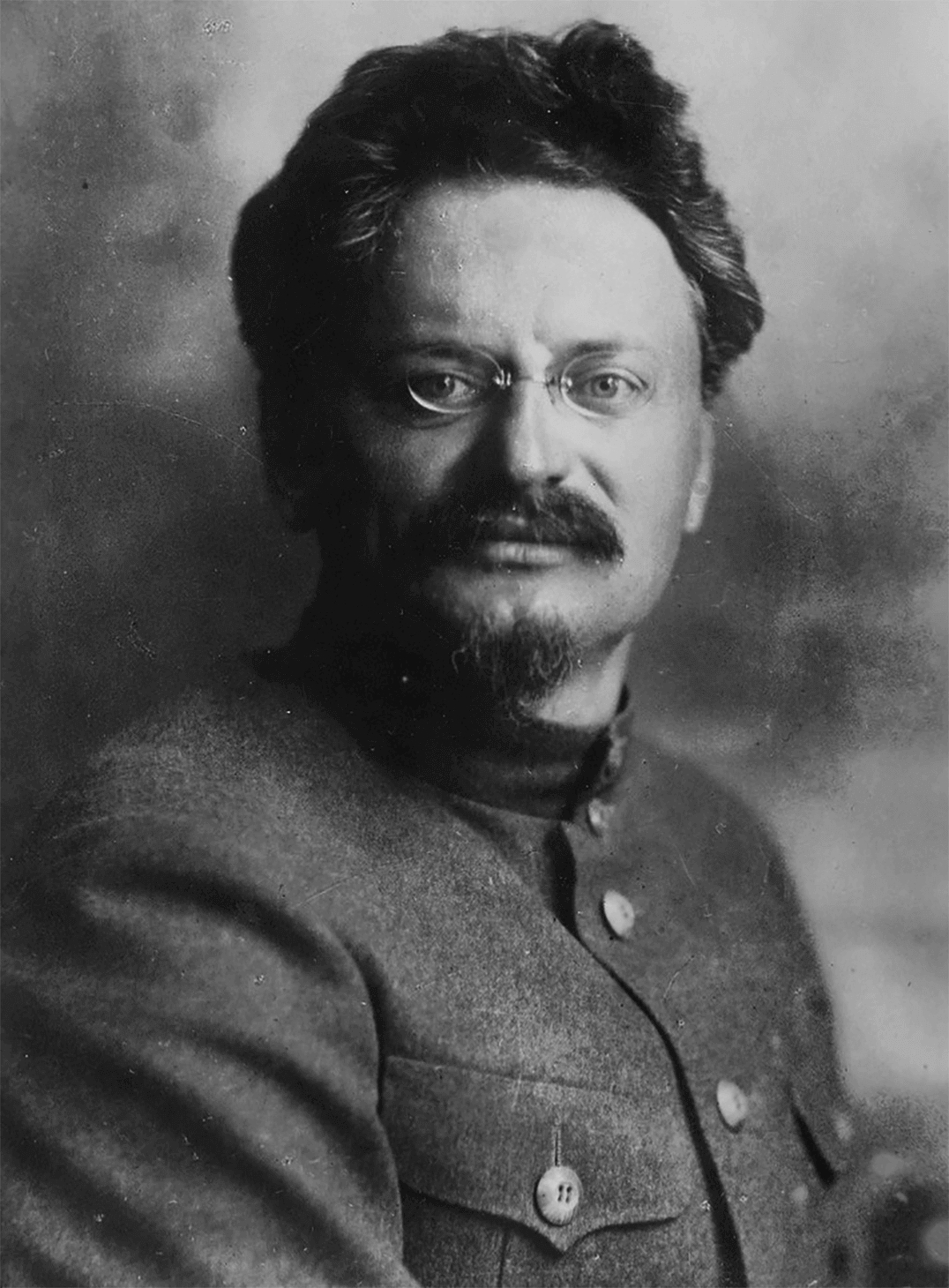
Leo Trotzki

Aufgrund ihrer Kritik an der Parteilinie wurden Magdeleine und ihr Ehemann Maurice Paz aus der Kommunistischen Partei Frankreichs ausgeschlossen. Sie gehörten zu den Gründern der Zeitschrift Contre le Courant (Gegen den Strom), die im November 1927 ins Leben gerufen wurde. Die Zeitschrift erhielt finanzielle Unterstützung von der Linken Opposition, die von Georgi Pjatakow geschickt wurde. Als Leo Trotzki Anfang 1929 in der Türkei eintraf, gehörten Maurice und Magdeleine Paz zu den Gratulanten in Frankreich, die ihm Unterstützungsbriefe schickten. Sie und Alfred und Marguerite Rosmer sorgten dafür, dass Trotzki für westliche Zeitungen wie The New York Times und den Londoner Daily Express schreiben konnte. Die Eheleute Paz und Rosmer besuchten Trotzki in der Türkei, und Maurice Paz lieh ihm Geld, um seine Ausgaben zu decken. Isaac Deutscher schrieb, dass Trotzki die Eheleute Paz dazu drängte, „ihren Kreis mit den anderen Gruppen zu vereinen, Contre le Courant in eine große und aggressive Wochenzeitung zu verwandeln, die mit der Stimme der Opposition spricht, und eine ehrgeizige Rekrutierungskampagne zu starten“. Die Pazes stimmten dem zunächst zu, hielten aber die aggressiven jungen Trotzkisten für naiv und ignorant, während Trotzki entschied, dass die Pazes nicht die Art von engagierten Revolutionären waren, die er suchte. Contre le Courant wurde noch vor Ende 1929 eingestellt.
Magdeleine und Maurice Paz engagierten sich für den Fall der Scottsboro Boys, neun schwarze Jugendliche, die 1931 in Alabama der Vergewaltigung beschuldigt wurden und keinen fairen Prozess erhielten. Sie war besorgt darüber, dass die Kommunisten die Kampagne in Frankreich übernommen und sich geweigert hatten, die Sozialisten oder die Gewerkschaftsgruppe Confédération Générale du Travail (CGT) einzubeziehen. Paz bat Mitglieder des Unterstützungskomitees, das sie für Thomas Mooney, einen inhaftierten amerikanischen Sozialisten, organisiert hatte, an der Scottsboro-Kampagne teilzunehmen, darunter Bertrand Russell und Henri Barbusse. Sie organisierte eine Versammlung, an der 4000 Menschen teilnahmen. Die Kommunisten waren mit ihrer Taktik nicht einverstanden und sagten, dass die Sozialisten die Schuld tragen würden, wenn die Angeklagten hingerichtet würden.
Magdeleine Paz nahm am Internationalen Schriftstellerkongress zur Verteidigung der Kultur unter dem Vorsitz des Franzosen André Gide teil, der vom 21. bis 25. Juni 1935 in Paris stattfand. Das Ehepaar Paz setzte sich auch für den russischen Dissidenten Victor Serge ein, der wegen seiner Nähe zu Trotzki in der Sowjetunion in Ungnade gefallen war. Sie schafften es, den Fall des wegen seiner Überzeugungen inhaftierten Schriftstellers zu einem berühmten Fall zu machen. Im August 1933 gehörte Magdeleine Paz zu den Unterzeichnern eines offenen Briefes an Henri Barbusse, in dem sie dagegen protestierten, dass seine Zeitschrift Monde den Fall Victor Serge totgeschwiegen hatte. Es war auch den Bemühungen französischer linker Intellektueller unter der Führung von Magdeleine Paz zu verdanken, dass Serge freigelassen wurde und im April 1936 nach Belgien und dann nach Frankreich zurückkehren durfte.
Wie Maurice Paz trat auch Magdeleine Paz 1931 der sozialistischen Partei Section française de l’Internationale ouvrière bei.

### Späte Jahre
1935 trat Magdeleine Paz dem Comité de liaison contre la guerre et l’union sacrée (Verbindungsausschuss gegen den Krieg und die Union sacrée) bei, einer pazifistischen Organisation. Anfang der 1930er Jahre wurde Magdeleine Paz Mitglied der Ligue des droits de l’Homme (Liga für Menschenrechte). Magdeleine Paz trat jedoch aus der Liga aus, nachdem diese sich geweigert hatte, die Situation in der Sowjetunion und insbesondere die Moskauer Prozesse auf dem Kongress in Avignon 1938 zu verurteilen.
Im September 1938 gründete Magdeleine Paz zusammen mit Yvonne Hagnauer und Jeanne Alexandre die Ligue des femmes pour la Paix (Frauenliga für den Frieden) als Reaktion auf die Spannungen, die durch das Münchner Abkommen zwischen der französischen und der englischen Führung mit Hitler entstanden waren. Nach dem Kriegseintritt 1939 zog sie sich aus dem politischen Leben zurück.
1947 ließ sich Magdeleine von Maurice Paz scheiden.

## Werke
Die Schriftstellerin Magdeleine Paz stellt in ihrem Werk feministische Themen in den Vordergrund. Sie beschäftigt sich auch mit der Situation der Afroamerikaner angesichts der Rassentrennung. Sie übersetzte zahlreiche Bücher, vor allem aus dem Englischen, sowie einige Filme. Eine vollständige Werkliste ist im Weblink der Bibliothèque nationale de France zu sehen.
- Femme, Flammarion, Paris, 1919, Vorwort Henri Barbusse.[A 3]
  - Deutsch: Weib, Rhein-Verlag, 1920.
- Toi, Flammarion, 1921.
  - Deutsch: Du, Rhein-Verlag, 1922.
- C’est la lutte finale ! (Six mois en Russie soviétique), Flammarion 1923; De Communistische Gids 3, 1924.
  - Deutsch: Reise ins rote Rußland, Greifenverlag, 1928.
- La Perfide (Par les routes d’Asie Mineure), Flammarion, 1925.
- Notre père, 1925.
- Une grande grève aux États-Unis: Passaic 1926, Librairie du Travail, 1927.
- Frère noir, Flammarion, 1930.[30]
- Vue sur l’Amérique. L’affaire Mooney-Billings. Le lynchage de Scottsboro. Le drame de Harlan., Editions du Comité Tom Mooney, 1932.[30]
- Une seule chair, Corréa, 1933.
- Femmes à vendre, Rieder, 1936.
- Aux portes du camp de rassemblement des sujets allemands et autrichiens, Le Populaire, 12. septembre 1939, S. 1–2; Nachdruck in Hanna Schramm, Barbara Vormeier: Vivre à Gurs. Un camp de concentration français 1940–1941. Maspero, Paris 1979 (ISBN 2707110701) S. 287–290[A 4]
- La vie d’un grand homme, George Sand, Corréa, 1947.
- Je suis l’étranger (Reportages, suivis de documents sur l’affaire Victor Serge), Éditions La Thébaïde, 2015.